# Wuthering Waves
Wuthering Waves  est un jeu de rôle d'action en monde ouvert gratuit développé et publié par Kuro Games. Il est sorti le 22 mai 2024.
Étant un jeu gacha en monde ouvert, Wuthering Waves a été comparé à d'autres titres du genre tels que Genshin Impact, mais vise à mettre davantage l'accent sur son système de combat par rapport à ses prédécesseurs.

## Synopsis
Wuthering Waves se déroule dans un monde futuriste post-apocalyptique après qu'une catastrophe appelée la Lamentation ait anéanti la majeure partie de l'humanité et provoqué l'apparition d'êtres et de monstres inconnus, appelés Tacet Discords. L’humanité s’est adaptée à la menace et, au fil du temps, a reconstruit sa civilisation. L'histoire suit Rover, amnésique, qui s'est réveillé d'un profond sommeil et part à la découverte de ce nouveau monde.

## Système de jeu
Wuthering Waves se déroule dans un monde ouvert. Le joueur contrôle le protagoniste Rover, ainsi que des alliés recrutés appelés Resonators, qui sont divisés en raretés 4 étoiles et 5 étoiles. Le contenu de fin de partie propose des modes dans lesquels les personnages peuvent être utilisés dans une série de défis de combat.
Le système de combat du jeu comprend des compétences d'introduction et de fin; les compétences d'introduction sont déclenchées lorsque les personnages entrent en combat et les compétences de fin sont déclenchées lorsque les personnages quittent le combat. Les deux capacités (compétences) sont déclenchées lorsque les personnages sont échangés,.
Le système gacha du jeu comprend des bannières appelées Convenes, où des résonateurs et des armes peuvent être obtenus. Il existe trois types de Convenes: novice, événement et standard. Un système de pitié garantit que les objets 5 étoiles sont obtenus dans un nombre défini de tirages.
Les personnages peuvent équiper des Échos, leur conférant des capacités qui invoquent ou transforment brièvement les personnages en monstres.

## Développement
Wuthering Waves a été révélé le 23 mars 2022 par Kuro Games, basé à Guangzhou. Il a été annoncé pour iOS le 25 mars 2024. Le développement a eu lieu dans les locaux récemment ouverts de Kuro Games à Hong Kong, au lieu de son studio principal à Guangzhou.
Le jeu a subi deux tests bêta fermés, le deuxième s'étant terminé en mars 2024. Après le premier test bêta fermé, le contenu de l'histoire a été largement retravaillé en réponse aux commentaires des joueurs qui le trouvaient «inconfortable».
Le 29 mars 2024, il a été annoncé que Wuthering Waves sortirait sur iOS, Android et PC via l'Epic Games Store fin mai. En mai 2024, il a été annoncé que Wuthering Waves serait disponible via le Mac App Store à l'avenir.

## Réception
Wuthering Waves comptait plus de 30 millions d'utilisateurs pré-inscrits dans plus de 100 régions et a initialement reçu un accueil mitigé avec quelques retours positifs,,. Alors que certains joueurs ont souligné certains problèmes lors du lancement du jeu, d'autres ont fait l'éloge du jeu en disant qu'il avait le « meilleur gameplay » parmi les jeux gacha. Au cours de sa première semaine, il est devenu le plus téléchargé dans 100 régions. Certains joueurs ont pu accéder à du contenu inédit en modifiant l'horloge système,,. D'autres bugs incluaient des erreurs d'animation, telles que des problèmes de mouvement des personnages. Certains joueurs qui ont tenté de lancer le jeu depuis la boutique Epic Games se sont retrouvés face à un écran indiquant « Erreur fatale », un guide étant publié ultérieurement sur la façon de résoudre le problème.
Dans le même temps, les critiques ont déclaré que les généreuses récompenses de Lustrous Tides compensaient ces bugs. Le 23 mai 2024, Kuro Games a présenté ses excuses aux joueurs et a promis que les joueurs recevraient des récompenses dans le jeu en guise de compensation pour les problèmes du jeu. Lorsque le patch 1.0.19 a été publié le 29 mai, dans le but de corriger les bugs du jeu, les joueurs ont découvert que le patch avait supprimé toute la musique du jeu, et des guides ont été publiés sur la façon de corriger le bug,,. Le même jour, un bug a été découvert, provoquant un retard ou une suppression totale de l'audio du jeu. Des guides ont été publiés ultérieurement sur la façon de corriger ces deux bugs.
Malgré un lancement difficile, les critiques et l'ensemble des joueurs ont salué Wuthering Waves pour son système de combat «rafraîchissant», son monde ouvert et ses mécanismes de mouvement, ainsi que pour son système gacha «indulgent»,.